# Le Passage (Lot-et-Garonne)
Le Passage é uma comuna francesa na região administrativa da Nova Aquitânia, no departamento Lot-et-Garonne. Estende-se por uma área de 12,88 km². Em 2010 a comuna tinha 9 618 habitantes (densidade: 746,7 hab./km²).

## Cidades-irmãs
- Consuegra, Espanha
- Włoszczowa, Polónia